# CD-RW

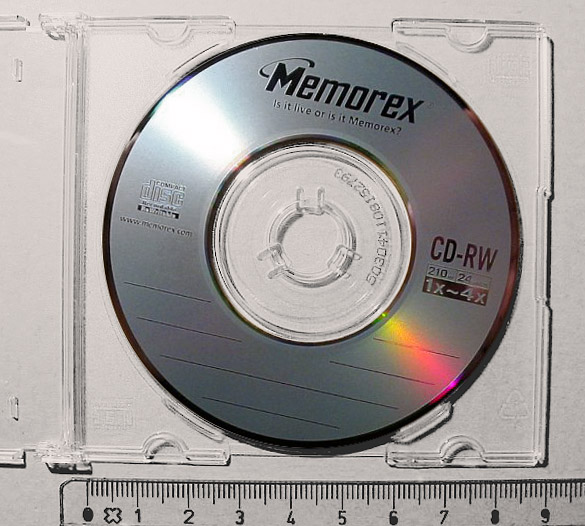
8センチCD-RW

CD-RW (Compact Disc ReWritable) は、データの消去が可能で、書き換えができるコンパクトディスクの一種。

## 概要
リコー、三菱化学メディア、ソニー、フィリップス、ヒューレット・パッカードの5社によって共同で規格が開発され、1996年10月に規格書「オレンジブック パートIII」として発表された。ドライブ、およびメディアの一般販売は1997年から行われた。
記録可能なCDであるという点ではCD-Rと似ているが、一度書き込んだら変更が効かないCD-Rに対し、CD-RWでは全体を消去したうえで何度も書き込みができるのが特徴である。CD-Rは色素を焼いて記録するのに対し、CD-RWはディスク上の記録素材をレーザーで熱して結晶構造を変えることによって反射率を変化させている。そのため、反射率がCD-ROMやCD-Rに比べて低く、CD-RWの対応を謳っていない機器では読み取れないことも多い。そのためか録音メディアとして使われることは少ない。対応していてもCD-RWの構造上、まれに音飛びすることもある。書き換え可能な回数は理論上、1,000回程度とされている。

## 用途

### CD-Rの試し焼き
マスタリング目的などで、CD-Rを無駄にしないよう、いったんCD-RWに書き込んでみて、問題がないかを確認する。

### パケットライト
パケットライト方式での利用である。CD-Rとほぼ何も変わらない。残り容量が無くなっても全消去して再利用可能という点のみがCD-Rと異なる。

### バックアップ
CD-Rとほぼ何も変わらないが、一定の保存期間のものについては、期間が過ぎた後に廃棄するのではなく再利用できるという利点がある。しかし再利用を繰替した場合におけるバックアップとしての信頼性の兼合いがある。

### 音楽CD
マスタリング作業用など。ヘビーローテーション聴取用に編集して記録し、飽きたらメディアは再利用するといった利用法もあるが、音楽CDプレイヤーではCD-RW再生対応機種であっても、光学ピックアップが経年変化により出力が低下した時にCD-RWを読めない場合も決して少なくなかった。

## 構造
CD-RWは、ポリカーボネイト製基板・誘電体層・相変化記録層・誘電体層・反射膜層・保護層・レーベル層の順に層で構成される。

### 記録層
記録層には相変化材料（結晶状態とアモルファス（非結晶）状態を可逆的に変化できる材料）が使われる、とくに、相対的に高温からの急冷却によってアモルファスとなり、相対的に低温からの緩冷却によって結晶となるような材料が適用され、高温レーザーと低温レーザーと使い分けることによって、非結晶・結晶による反射率の相違を形成する。

## 記録方式
CD-RWへの記録方式は、基本的にCD-Rと全く同様である。容量を使い切った後又は任意の時点で一括消去しまた最初から記録し直すことができる点のみが異なる。

## 記録速度

### 4倍速まで（初期）
記録速度は、1倍速 (150 KiB/s) から4倍速。ただし、ドライブとメディアの対応記録速度による制限がある。

### HighSpeed
記録速度は、HighSpeed対応ドライブとHighSpeed専用メディアを使用した場合、4倍速から12倍速。HighSpeed対応ドライブと通常のメディアを使用した場合、1倍速から4倍速。ただし、いずれもドライブとメディアが両方対応している最高倍速まで。
HighSpeed専用メディアは、4倍速までのドライブでは読み出しのみ可能。

### UltraSpeed
記録速度は、UltraSpeed対応ドライブとUltraSpeed専用メディアを使用した場合、16倍速から24倍速。ただし、ドライブとメディアが両方対応している最高倍速まで。

### UltraSpeed+
記録速度は、UltraSpeed+対応ドライブとUltraSpeed+専用メディアを使用した場合、32倍速。